# Марьевка (Белокалитвинский район)
Ма́рьевка — хутор в Белокалитвинском районе Ростовской области.
Входит в состав Ильинского сельского поселения.

## География

### Улицы
- пер. Ленина
- ул. Мирошниковская
- ул. Молодёжная
- ул. Центральная
- ул. Юбилейная

## Население
| 1989 | 2002 | 2010 |
| ---- | ---- | ---- |
| 368  | ↘344 | ↘308 |